# أجوف مينوار
أجوف مينوار (بالإنجليزية: Agove Minoire)‏ في الأساطير الأفريقية هو روح أو إلهة الموتى في ديانة الودونية Voodonism، وهي ديانة زنجية أفريقية الأصل، منتشرة بين زنوج هایتي، وتقوم بالدرجة الأولى على أساس السحر والعرافة والشعوذة - وهذه الإله هي آنٹی لوی Loa إله الموتى في هذه الديانة، ورغم أنها إلهة الموتى، فهي أيضا تحرس البساتين. ورغم أنها أنثى فإنه يرمز لها أحيانا بقضيب منحوت من الخشب، كما يرمز لها أحيانا أخرى بالمرآه.